# Domaníky
Domaníky (hongrois : Dömeháza) est un village de Slovaquie situé dans la région de Banská Bystrica.

## Histoire
La première mention écrite du village date de 1135.

## Démographie

### Évolution de la population
| Année:               | 1994. | 2004.   | 2014.   | 2024.   |
| -------------------- | ----- | ------- | ------- | ------- |
| Nombre de personnes: | 210   | 190     | 196     | 213     |
| Différence:          |       | -9,52 % | +3,15 % | +8,67 % |

| Année:               | 2023. | 2024.   |
| -------------------- | ----- | ------- |
| Nombre de personnes: | 218   | 213     |
| Différence:          |       | -2,29 % |